# No Mystery
No Mystery è un album jazz realizzato dai Return to Forever.

## Descrizione
Tutti i membri della band hanno contribuito a scrivere o musicare i pezzi dell'album. Si tratta di un lavoro a metà tra il jazz fusion e il rock. Al riguardo, Chick Corea lo ricorda come «una sequenza interrotta di brani sperimentali, suonati da veri maestri».
No Mystery è stato registrato in meno di un mese, nello studio Record Plant di New York.

## Accoglienza
Il sito Sputnikmusic.com lo considera un classico del genere, «contaminato da elementi progressive rock in voga».
Secondo, invece, la guida The Rolling Stone Jazz Record Guide, l'album è uno dei peggiori lavori della band. 
Nel 1975, raggiunse la 39ª posizione nella classifica Billboard 200.

## Tracce
1. Dayride – 3:25 (Stanley Clarke)
2. Jungle Waterfall – 3:03 (Chick Corea, Clarke)
3. Flight of the Newborn – 7:23 (Al Di Meola)
4. Sofistifunk – 3:51 (Lenny White)
5. Excerpt from the First Movement of Heavy Metal – 2:45 (Corea, Clarke, White, Di Meola)

1. No Mystery – 6:10 (Corea)
2. Interplay – 2:15 (Corea, Clarke)
3. Celebration Suite, part I – 8:27 (Corea)
4. Celebration Suite, part II – 5:32 (Corea)

## Formazione
- Chick Corea – pianoforte, synthesizers (ARP Odyssey, Minimoog), percussioni, cori
- Stanley Clarke – basso elettrico, basso acustico, cori
- Lenny White – batteria, percussioni
- Al Di Meola – chitarra elettrica, chitarra classica

## Riconoscimenti
- 1975 - Grammy Award - Miglior Album Strumentale Jazz[5]